# John Hunter (governador de Nova Gal·les del Sud)
El vicealmirall John Hunter (29 d'agost del 1737 – 13 de març del 1821) fou un oficial de la Royal Navy que succeí a Arthur Phillip com a segon governador de Nova Gal·les del Sud (Austràlia) i ocupà el càrrec entre el 1795 i el 1800. Hunter, mariner i estudiós alhora, explorà el riu Parramatta el 1788 i fou el primer a suposar que Tasmània era possiblement una illa. Com a governador, s'esforçà per lluitar contra abusos seriosos de les forces armades, enfrontant-se a poderosos interessos locals encapçalats per John MacArthur. El nom de Hunter és commemorat en llocs històrics, com ara la Vall de Hunter i Hunter Street a Sydney.